# Síndrome de Wolfram
El Síndrome de Wolfram es una enfermedad de origen genético que se caracteriza por la existencia de diabetes mellitus y afectación ocular que se denomina técnicamente atrofia óptica, y consiste en una degeneración del nervio óptico que puede ocasionar deficiencia importante de visión. Suelen existir otras manifestaciones que incluyen sordera, diabetes insípida y con menor frecuencia otros trastornos neurológicos y urológicos. Debido a las diferentes complicaciones que se producen, la expectativa de vida es limitada, el 60% de las personas afectadas han fallecido antes de alcanzar los 35 años.
Aunque el patrón de herencia es variable, la forma más común es autosómica recesiva, lo que significa que para que una persona presente la enfermedad debe haber recibido el gen anómalo de cada uno de sus dos progenitores. Aquellos individuos que tienen un gen anómalo y otro normal, se denominan portadores y no presentan síntomas, pero pueden transmitir la anomalía a sus descendientes.
El Síndrome de Wolfram es poco frecuente y se presenta un caso por cada 770.000 niños nacidos vivos; el tratamiento se basa en intentar mejorar los síntomas, pues no existen medidas curativas. Puede realizarse un estudio genético para detectar la presencia de los genes alterados WFS1 localizado en el brazo corto del cromosoma 4, y el CISD2 también situado en el cromosoma 4, pero en el brazo largo. De esta forma se pueden identificar a los portadores, evitando el nacimiento de niños afectados mediante medidas de consejo genético. También es posible el diagnóstico prenatal.